# Episodi di In aller Freundschaft (terza stagione)
La terza stagione della serie televisiva In aller Freundschaft è stata trasmessa in anteprima in Germania da Das Erste dal 15 maggio 2000 al 15 gennaio 2001.
| nº | Titolo originale        | Prima TV Germania |
| -- | ----------------------- | ----------------- |
| 1  | Unschuldiges Opfer      | 15 maggio 2000    |
| 2  | Aller Anfang ist schwer | 21 agosto 2000    |
| 3  | Zwischen zwei Leben     | 28 agosto 2000    |
| 4  | Sekunden der Ewigkeit   | 4 settembre 2000  |
| 5  | Die letzte Chance       | 11 settembre 2000 |
| 6  | Bewährungsprobe         | 18 settembre 2000 |
| 7  | Ein trojanisches Pferd  | 25 settembre 2000 |
| 8  | Das Versprechen         | 9 ottobre 2000    |
| 9  | Vollmond                | 23 ottobre 2000   |
| 10 | Roland und der Zauberer | 30 ottobre 2000   |
| 11 | Dunkle Geheimnisse      | 6 novembre 2000   |
| 12 | Ein neues Leben         | 13 novembre 2000  |
| 13 | Alte Liebe rostet nicht | 20 novembre 2000  |
| 14 | Julias Traum            | 27 novembre 2000  |
| 15 | Feuer                   | 4 dicembre 2000   |
| 16 | Herzschmerzen           | 11 dicembre 2000  |
| 17 | Mut zur Wahrheit        | 18 dicembre 2000  |
| 18 | Du schaffst es          | 8 gennaio 2001    |
| 19 | Ein bisschen Glück      | 15 gennaio 2001   |